# Salinas Grandes (Jujuy et Salta)
Pour les articles homonymes, voir Salinas Grandes (homonymie).
Les Salinas Grandes de Jujuy et Salta en Argentine sont un petit salar ou désert de sel situé sur les hauts plateaux des provinces de Jujuy et de Salta. Le salar prolonge en fait vers le sud-ouest la Laguna de Guayatayoc. Sa superficie est de plus ou moins 12 000 ha, soit 120 km2. Le site se trouve à environ 3 450 m d'altitude.

## Description

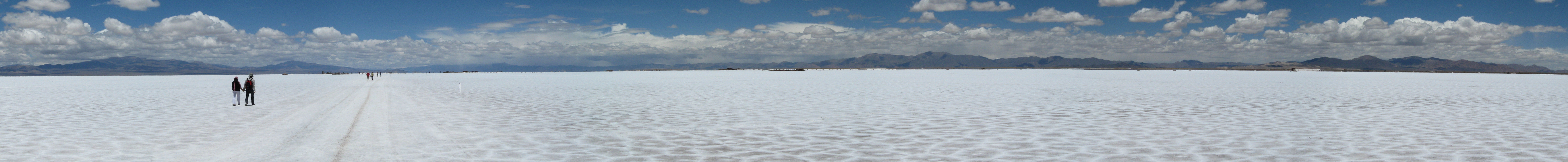
Panoramique des Salinas Grandes situées dans la province de Jujuy.

Géographiquement, les Salinas Grandes sont situées à la fois dans la province de Jujuy et dans la province de Salta, à une altitude de 3 450 mètres au-dessus du niveau de la mer. Il s'agit de la quatrième plus grande étendue de sel d'Amérique du Sud. Le sel était initialement transporté par des lamas, plus tard par des ânes, et aujourd'hui par des camionnettes et des camions, selon l'objectif recherché.
Son origine est volcanique, il y a environ 10 millions d'années, lorsque les plaques tectoniques du continent sont entrées en collision avec le Pacifique. Des montagnes s'y élèvent, formant un bassin endoréique. Lorsque les volcans sont entrés en éruption, toute l'eau minéralisée, l'eau salée et les roches fondues ont coulé sous forme de rivières et ont été piégées dans le bassin endoréique. Progressivement, au cours de la période quaternaire, ces eaux s'évaporent et forment les salines. Ils ont la particularité d'être traversés par la RN 52 qui relie la République d'Argentine à la République du Chili par le Paso de Jama. Comme toute autre région de la Puna, elle présente un large éventail de températures.
Il s'agit d'une étendue de sel sous forme de croûte dure, d'une épaisseur de 30 centimètres. On peut rouler en voiture sur sa surface.

Le sel est exploité de 3 manières :
- Raclage (pour le sel industriel).

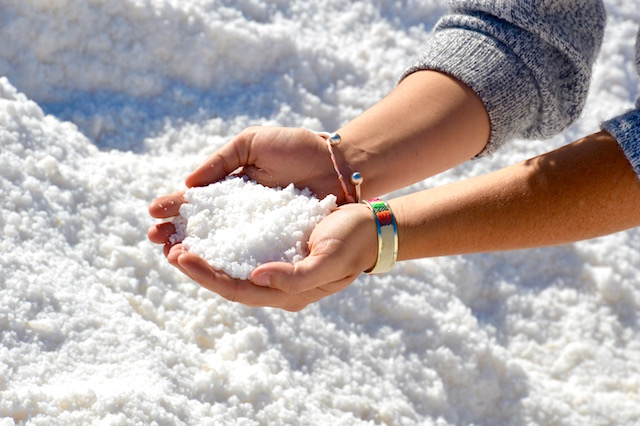
Sel de Salinas Grandes.

- Sous forme de découpe de pain (max 0,5 m²) dans la croute de sel.
- par le biais de grands rectangles (pour le sel alimentaire).

## Voies d'accès

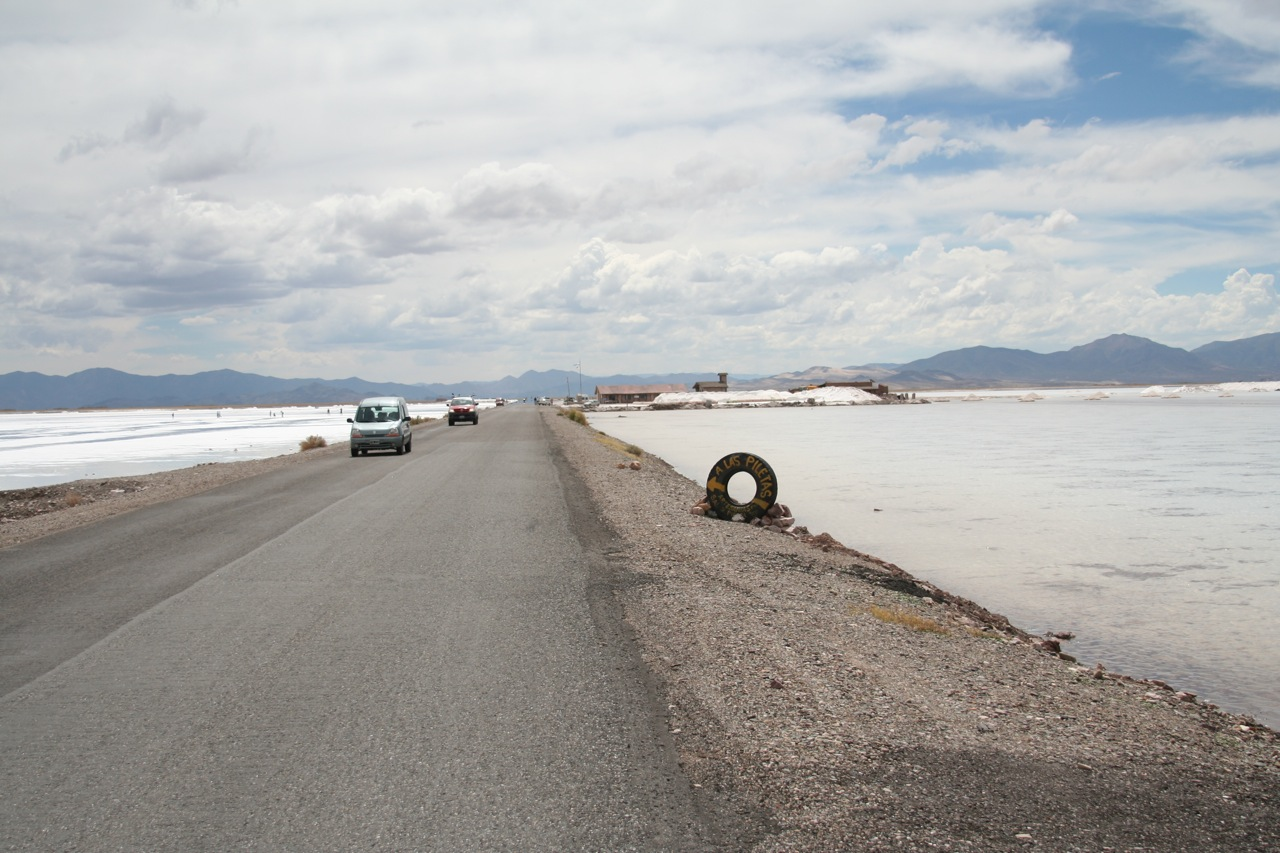
La route nationale 52 à sa traversée des Salinas Grandes.

La route nationale N° 52 asphaltée en 2005 y mène directement sur 190 kilomètres au départ de San Salvador de Jujuy. Cette route (route de Paso de Jama vers le Chili) passe par Purmamarca d'où il ne reste que 120 kilomètres. Il faut compter deux heures de route au total par des lacets montagneux avec un col à 4170m). Les Salinas Grandes se trouvent au niveau de la petite localité de Abra de Potrerillo.

## Glamping sur le sel
Il est possible de séjourner dans un site de glamping, le seul sur les salines, appelé Pristine Camps Salinas Grandes. Construit en 2021, il comporte plusieurs dômes d'hébergement et un dôme central qui sert de salle à manger.